# 7899 Дзьоя
7899 Дзьоя (7899 Joya) — астероїд головного поясу, відкритий 30 січня 1996 року.
Тіссеранів параметр щодо Юпітера — 3,542.